# يوكوباس جينتفاينيس
يوكوباس جينتفاينيس مواليد 25 يوليو 1994 في ليتوانيا، هو لاعب كرة سلة ليتواني. بدأ مسيرته الاحترافية في سنة 2010. يلعب في الدوري الإسباني لكرة السلة الدرجة الثانية كلاعب هجوم خلفي.

## المسيرة الاحترافية
لعب مع نادي ساكالي لكرة السلة من سنة 2010 إلى 2013، ثم لعب مع نادي ليتكابليس لكرة السلة في موسم 2013–2014، ثم لعب مع نادي بيناس ويسكا لكرة السلة في الدوري الإسباني في سنة 2016.

## روابط خارجية
- يوكوباس جينتفاينيس على موقع الاتحاد الدولي لكرة السلة (الإنجليزية)
- يوكوباس جينتفاينيس على موقع الدوري الإسباني لكرة السلة (الإسبانية)
- يوكوباس جينتفاينيس على موقع كرة السلة الأوروبية.كوم (الإنجليزية)
- يوكوباس جينتفاينيس على موقع ريلجم (الإنجليزية)
- يوكوباس جينتفاينيس على موقع بروبوليرز (الإنجليزية)
- يوكوباس جينتفاينيس على موقع سبورتس رفرنس (الإنجليزية)